# Różyca (wieś)
Różyca – wieś w Polsce położona w województwie łódzkim, w powiecie łódzkim wschodnim, w gminie Koluszki.
W latach 1975–1998 miejscowość administracyjnie należała do województwa piotrkowskiego.
Przez miejscowość przebiega droga wojewódzka nr 716 relacji Koluszki – Rokiciny – Piotrków Trybunalski.
Na stadionie (110 metrów na 60 metrów) na 399 miejsc (w tym 399 siedzących) przy ul. Piotrkowskiej 13 funkcjonuje założony w 1946 Ludowy Klub Sportowy Różyca, używający barw niebiesko-czerwono-zielonych i występujący w rozgrywkach piłkarskich łódzkiej grupy klasy okręgowej. Największym sukcesem klubu była gra w IV lidze. 